# SMAPへ - そして、すべてのジャニーズタレントへ
『SMAPへ - そして、すべてのジャニーズタレントへ』とは、ジャニーズ事務所のジャニー喜多川社長の性的虐待を暴露した本。1980年代中期にジャニーズ事務所に所属していた元ジャニーズJr.で光GENJIのメンバー候補であり『8人目の光GENJI』『元光GENJI』であったとする著者木山将吾（山崎正人）が書き上げた。2005年3月、鹿砦社から発売、現在発売中止状態。

## 概要
木山将吾（山崎正人）は、15歳の時にジャニー喜多川本人に見出され、2年ほど都内の合宿所へ通っていた。「ジャニーズ・ジュニアの一員として、最初は本名で『さくら隊予備軍』に所属していました。その後、社長のジャニーさんから ”ユーを『光GENJI』のメンバーにする” と言われ、直々につけてもらったのが木山将吾という芸名です。結局、セクハラの被害に耐えられず、17歳の時に逃げ出し、ジャニーズ事務所とはそれっきりです。」と書いている。
本の内容は、序章の「僕は嘘つきだった」から始まり、第1章「ジャニー喜多川の愛人だった」、第2章「僕は普通の少年だった」、第3章「そして、それは始まった」、第4章「僕はジャニー喜多川とセックスをした」、第5章「ジャニーズ事務所の真実」、第6章「ついにデビューへ」、第7章「北公次の告発─僕らは立ち上がった」、第8章「ジャニーズをやめてもつきまとう芸能界の汚濁」、第9章「ジャニーズとの最終戦争」まで、驚く実態が細かく描写されている。
仲間に「抵抗したらすべて終わりだぜ。我慢しなきゃ。」と言われていたことから、逃げ出すまでの期間、ジャニー喜多川に従っていた。
他のジャニー喜多川社長に対する暴露本と同様、マスコミでこの本の出版について報道されることはなかった。
後に2007年3月に序章を新編集したうえで「KAT-TUNへ - 赤西仁がやめた本当の理由」のタイトルで再刊されている。

## 書誌情報
- 木山将吾『SMAPへ ― そして、すべてのジャニーズタレントへ』鹿砦社、2005年3月1日。ISBN 978-4846305918。
- 元・光GENJIメンバー『KAT-TUNへ ― 赤西仁がやめた本当の理由』鹿砦社、2007年3月1日。ISBN 978-4846306243。